# Acid Survivors Trust International
Acid Survivors Trust International (ASTI) är en brittisk internationell ideell organisation som syftar till att få stopp på syraattacker på global nivå. Förutom offentliga utbildnings- och medvetenhetskampanjer stöder ASTI organisationer i Bangladesh, Kambodja, Indien, Nepal, Pakistan och Uganda som de har bidragit till att bilda. Organisationen grundades 2002 och är en registrerad välgörenhetsorganisation enligt engelsk lag.